# Condado de Torre Antigua de Orúe
El Condado de Torre Antigua de Orúe es un título nobiliario español otorgado mediante Real Decreto el 27 de julio de 1807 y Real Despacho de 19 de diciembre de 1815,  por el rey Fernando VII a favor de Ignacio Santiago de Orúe y Mirones, alcalde de Lima en 1801 y regidor perpetuo de su Cabildo.
Este título fue rehabilitado por el rey Alfonso XIII en 1924, a favor de María del Rosario de Zulueta y Urquizu, como tercera condesa de Torre Antigua de Orúe. Dicha rehabilitación fue revocada por Decreto de 12 de diciembre de 1968.

## Condes de Torre Antigua de Orúe
|                                 | Titular                                | Periodo                   |
| Creación por Fernando VII       | Creación por Fernando VII              | Creación por Fernando VII |
| ------------------------------- | -------------------------------------- | ------------------------- |
| I                               | Ignacio Santiago de Orúe y Mirones     | 1815-1817                 |
| II                              | María Rosa de Orúe                     | 1817-                     |
| Rehabilitación por Alfonso XIII |                                        |                           |
| III                             | María del Rosario de Zulueta y Urquizu | 1924-1968                 |

## Historia de los condes de Torre Antigua de Órúe
- I conde: Ignacio Santiago de Orúe y Mirones

- II condesa: María Rosa Ignacia de Orúe
- Casada con Eduardo José de Arrescurrenaga

Rehabilitado en 1924 por:
- María del Rosario de Zulueta y Urquizu, III condesa de Torre Antigua de Orúe.

1. Casó con Juan Pablo Ruiz de Gámiz y Díez de Ulrruzun III conde de Casa Angulo.

Por Decreto de 12 de diciembre de 1968 se revocó, en trámite de ejecución de sentencia, el Real Decreto de 30 de septiembre de 1924 y se canceló la Real Carta de Rehabilitación de 11 de noviembre de ese mismo año.